# Auto-stop
 (janvier 2019).

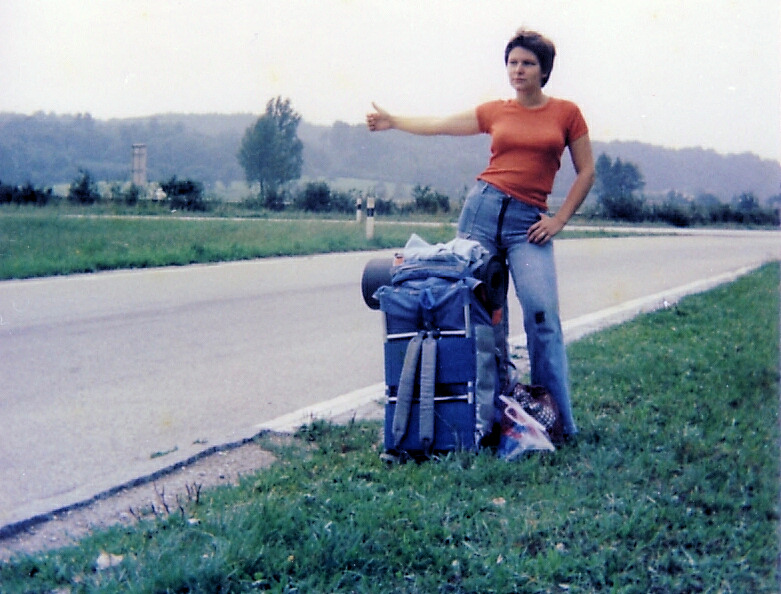
Auto-stoppeuse (Luxembourg 1977)

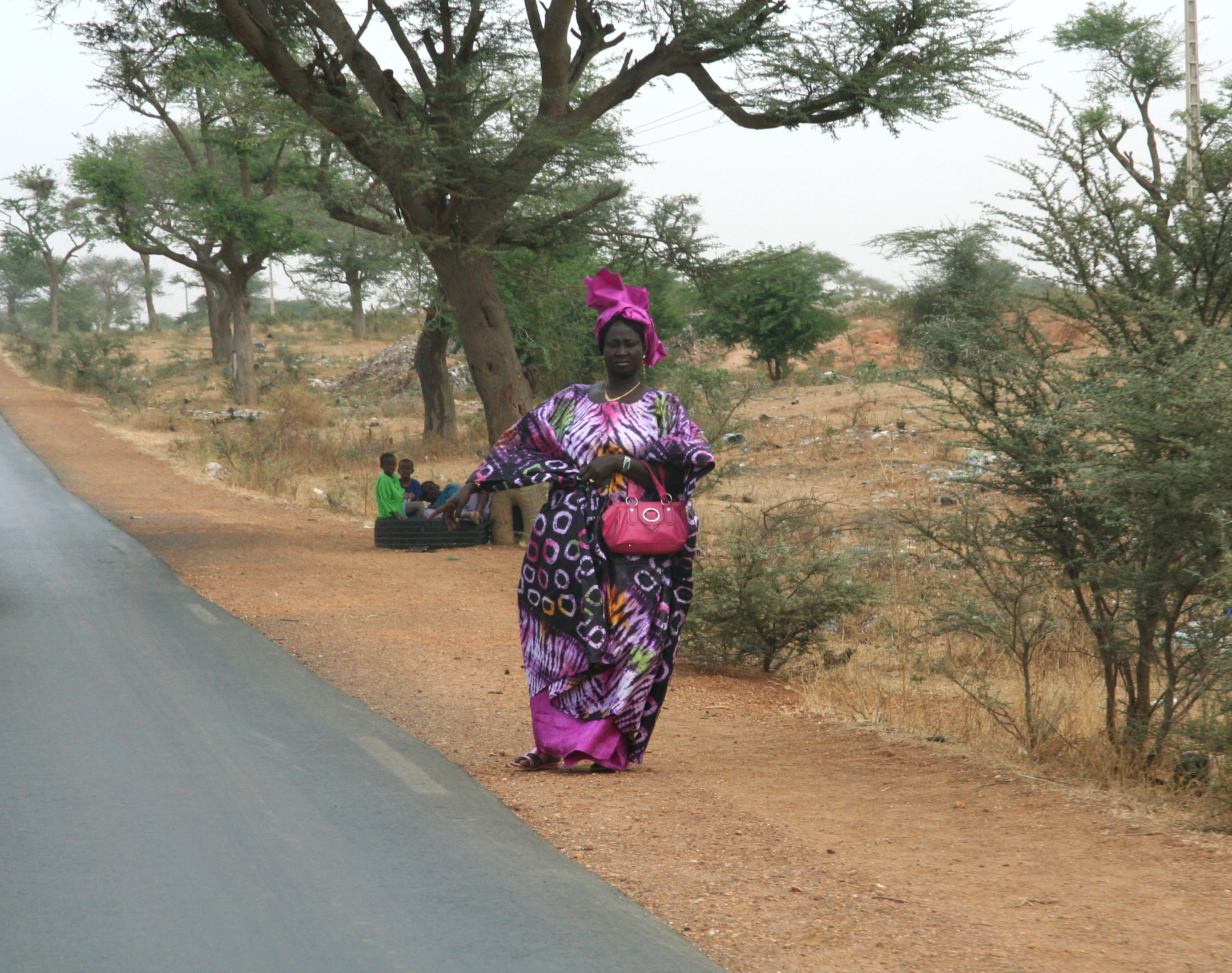
Auto-stoppeuse (Sénégal 2008)

L'auto-stop, ou autostop, aussi appelé partir sur le pouce ou faire du pouce au Québec, est un moyen de transport informel, où un automobiliste ou un camionneur accepte de transporter gratuitement une personne qui fait un signe conventionnel au bord de la route.
L'auto-stop a été, quand les automobiles étaient suffisamment répandues, mais trop chères pour la jeunesse, et les transports collectifs rares ou chers, des années 1930 à la fin des années 1970, un moyen économique de voyager, correspondant aussi à un désir d'aventure.
Il est aussi un moyen de se déplacer sur des faibles distances, qui supplée à l'insuffisance des transports publics.

## Histoire
Cette pratique émerge à la fin des années 1930 même si le phénomène n'est pas nouveau. Toutefois, c'est à cette même période que les mots « auto-stop » et « hitch hiking » (en anglais) apparaissent, faisant état d'une importance particulière à cette époque. Dans un article du 12 août 1937 du Journal, Huguette Garnier évoque cette pratique en parlant de « variante du système D » et en disant que « l’auto-stop est l’auto rêvée de ceux qui n’en ont pas » : il s'agit de la première description grand public de ce phénomène,. 
Dans un article du 3 juin 1938 du journal Le Peuple, Léo Sauvage, journaliste âgé de 23 ans, étudiant et natif d'Allemagne, évoque qu'ils n'étaient « certainement pas plus de quelques dizaines » à pratiquer l'auto-stop en France « cinq ou six ans » avant ce même article. Par ailleurs, selon Luc Decaunes, cette pratique proviendrait de l'Europe médiane. Certains le nomment : « resquillage routier » (« resquillage » étant un mot à la mode dans les années 1930). 
Des journalistes comme Jean Alloucherie recensent les astuces utilisées par les auto-stoppeurs,. Le développement de cette pratique a lieu dans un contexte particulier : l'automobile est coûteuse (il y a seulement un véhicule pour vingt habitants au début des années 1930), les billets d'autocar sont chers et ceux de trains le sont plus encore (malgré les « billets Lagrange » à tarif réduit),. La majorité des auto-stoppeurs effectuent cette pratique dans un but économique même s'il existe quelques amateurs de voitures et de sensations nouvelles (comme en témoigne le feuilleton d'Henry Aurenche publié dans L'Auto le 19 septembre 1939). Cette période est aussi celle du développement des congés payés et de l’essor des auberges de jeunesse (essor devenant emblématique du Front populaire),,.

## Mots et gestes

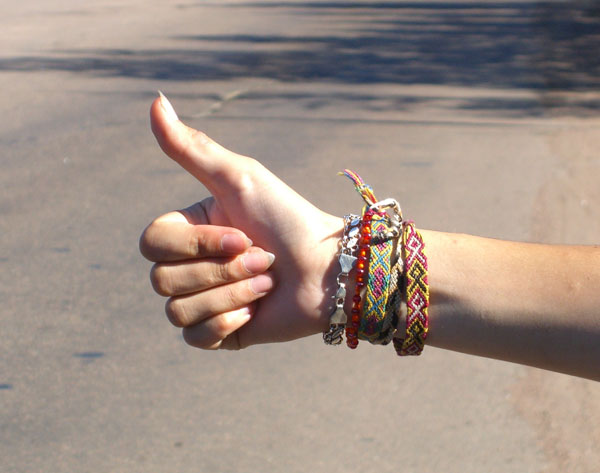
Geste courant de l'auto-stop.

Le geste typique de l'autostoppeur aux États-Unis, au Canada et en France, est tendre le pouce, le poing fermé et le bras tendu ; d'où les expressions équivalentes à  « faire de l'auto-stop », « faire du stop » (fam.), « lever/tendre le pouce » (fam.), « se faire voiturer » (fam.), « faire du pouce » (qc) ou « poucer » (qc), tandis qu'au Québec un « autostoppeur » peut être appelé un  « pouceux » (can).
Le pouce levé signifie en Amérique l'approbation ou la satisfaction, mais les gestes n'expriment pas la même chose dans tous les pays. Dans certains pays, le pouce levé est insultant ou indécent. En Inde et en Russie, et dans plusieurs pays du Sud de l'Europe, on tend le bras et la main, paume vers le bas.
L'attitude, la tenue et le bagage de l'autostoppeur ou de l'autostoppeuse, aussi bien que le choix du lieu d'attente, doivent le ou la différencier d'autres personnes susceptibles de faire signe aux automobilistes au bord de la route : personnes en détresse, vendeurs à la sauvette, prostitué(e)s. Le langage corporel, aussi bien que la conversation, restent importants une fois dans le véhicule. Un écriteau indiquant la destination signale clairement l'intention.
L'autostop se pratique seul ou à deux. Un groupe plus important a peu de chance de pouvoir monter dans un véhicule.

## Motivations
Deux motifs principaux font choisir ce mode de déplacement de longue distance : l'économie (d'argent et/ou de temps) et l'aventure.
Les motivations de l'autostop sur une courte distance sont nettement différentes. Un jeune peut tenter sa chance en autostop en attendant un autobus qui passera dans une ou deux heures. Des communautés créent des arrêts d'autostop là où les transports en commun n'existent pas. L'aspect aventureux est limité quand conducteur et personne transportée peuvent se connaître, et qu'il n'y a pas de nécessité de voyager avec des inconnus.
Des autostoppeurs témoignent d'un intérêt pour une relation qui remet en cause leur premier jugement, fondé sur l'apparence des personnes à qui ils demandent de les emmener, une relation qui transgresse les normes usuelles de la prudence et de la sociabilité.

## Réglementation et pratiques nationales
Dans tous les pays, le conducteur est responsable de ce qui arrive du fait de l'utilisation de sa voiture, y compris des conséquences des manœuvres qu'il effectue pour permettre à un autostoppeur de monter. Son assurance devrait prévoir le cas des personnes transportées.

Partout en Europe, il est relativement facile de trouver du transport. En Amérique, il est très fréquent de trouver un auto-stoppeur sur les routes. Il est, ou a été, néanmoins déconseillé voire interdit dans certains endroits (notamment certains États américains) pour des raisons de sécurité.
Depuis le début des années 2000 (dans un monde post-11 septembre), le nombre d'auto-stoppeurs aperçus sur les routes nord-américaines est nettement en chute libre.

## Infrastructures

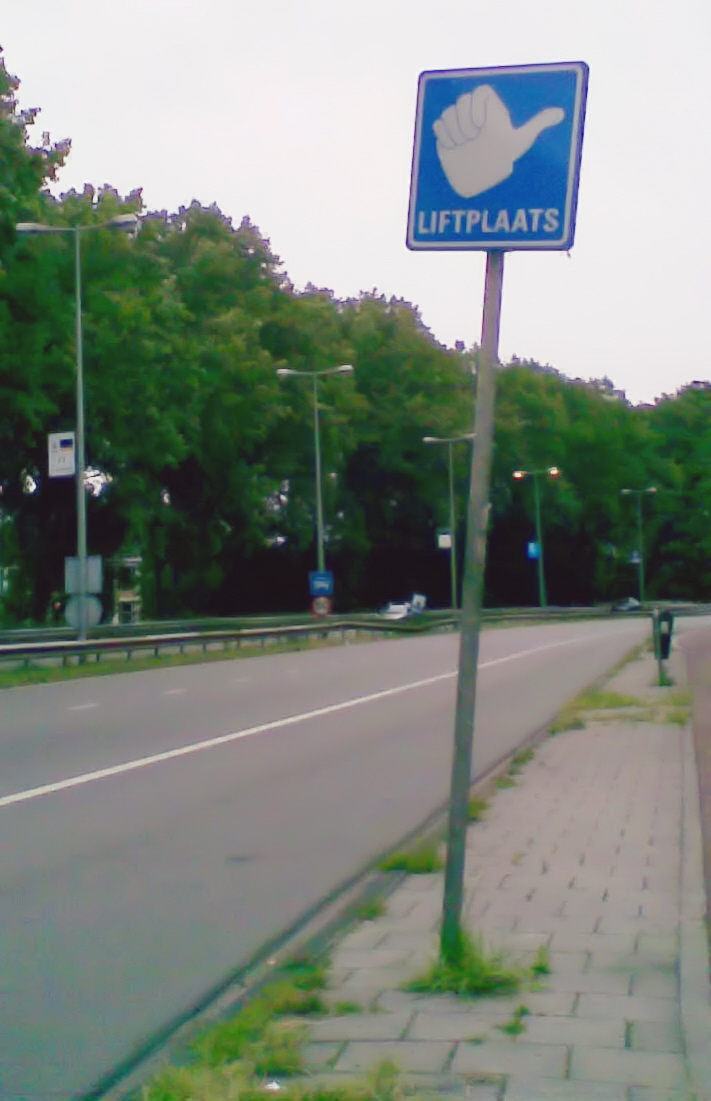
Panneau indiquant un emplacement d'auto-stop, aux Pays-Bas.

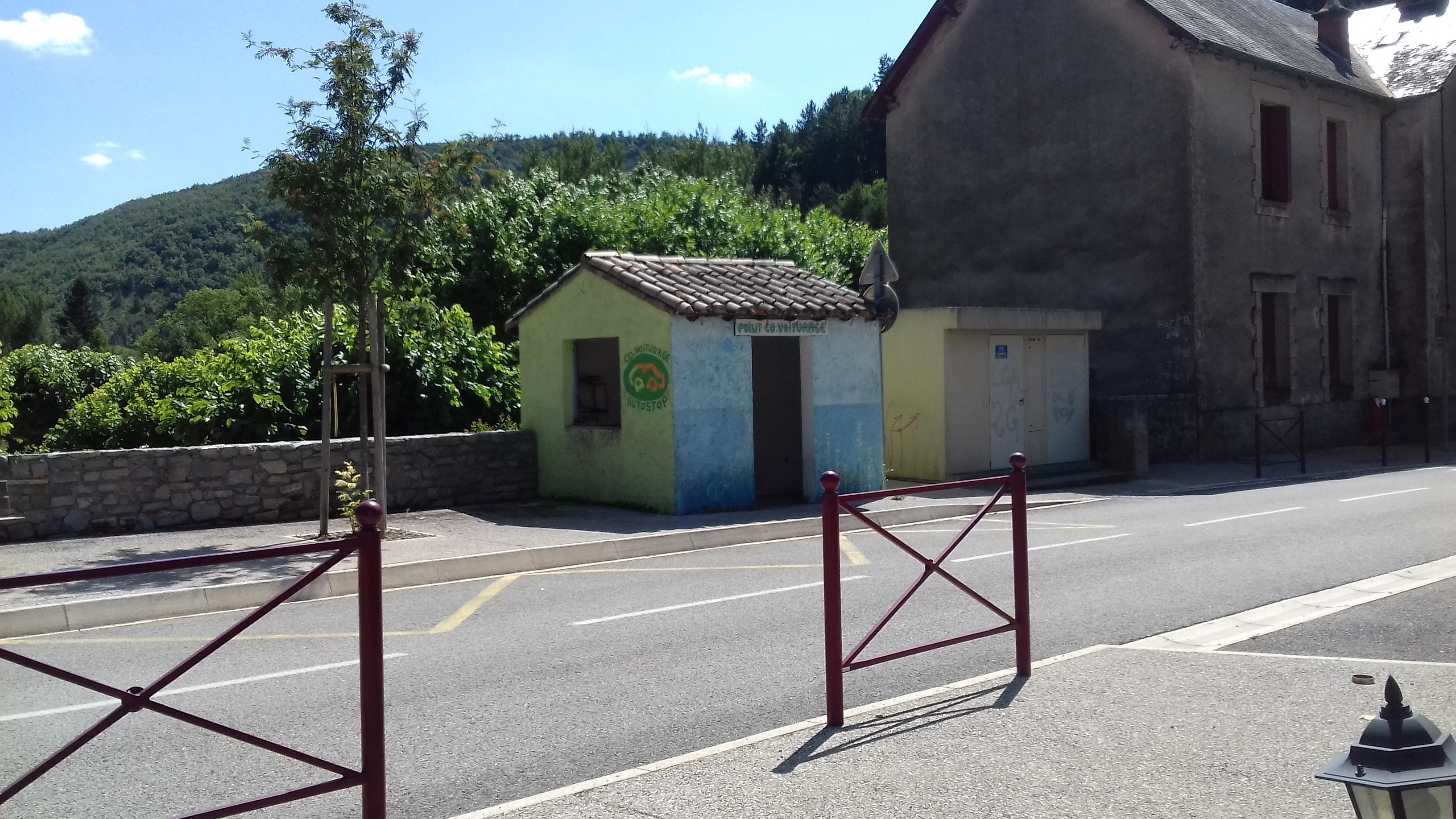
Point de covoiturage et d'auto-stop à Alzon (Gard)

Des infrastructures permettent d'indiquer des emplacements favorables à l'autostop. Ceux-ci peuvent être par exemple des panneaux ou des abris.

## Technique
Lorsque les conditions s'y prêtent certains chauffeurs routiers acceptent de transporter des stoppeurs sur de très longues distances (de Scandinavie vers l'Iran, par exemple). Il est possible de prendre contact avec eux dans les centres de fret, sur les parkings autoroutiers, dans les restaurants routiers. Les chauffeurs sensibles aux conditions misérables de la vie étudiante, de celle des chômeurs ou des jeunes ouvriers, apprentis et employés proposent parfois même de transporter de jeunes couples de vacanciers avec leurs tentes et leurs vélos.
Certains autostoppeurs aguerris rentrent en contact avec les chauffeurs par CB (radio). Postés sur des parkings assez spacieux, ils s'adressent aux chauffeurs par radio CiBi (CB) sur le canal utilisé par les routiers en leur indiquant leur destination et leur localisation. 
Il est déconseillé de faire du stop : dans une montée, dans une descente, car les voitures auront du mal à s'arrêter, sur un pont, dans un virage, par temps de pluie (car les automobilistes n'ont pas envie de voir l'intérieur de leur voiture trempé), ou par temps de brouillard, faute de visibilité.

## Aspects relationnels
Un sketch de Coluche met en scène les abus, ou exprime la crainte des abus, de la part des automobilistes. L'humoriste, seul, joue le rôle d'un petit malin, pris en stop par un automobiliste. Cet auto-stoppeur va se révéler très imposant pour le conducteur (auquel le public s'identifie), qui par gentillesse et par manque de parole va accéder à toutes ses requêtes aussi déplacées soient-elles (dormir chez lui, faire 500 km le lendemain matin, etc.). Les deux films Hitcher, de 1986 et de 2007 (L'Auto-stoppeur), mettent en scène de façon dramatique la même crainte : l'inconnu pris en stop est un dangereux criminel,. Ce thème a été largement exploité au cinéma ; l'inconnu dangereux peut être l'automobiliste ou l'autostoppeur. D'autres films jouent sur le fantasme d'une relation érotique entre inconnus.

## L'usage organisé de la voiture individuelle
Le transport de personnes par des véhicules individuels a évolué progressivement du hasard et de la bonne volonté vers des formes organisées et la professionnalisation.
L'association Allostop se constitue en France en 1958 pour mettre en contact des conducteurs avec des passagers. Une faible cotisation permet d'entretenir un bureau où quelques personnes répondent au téléphone ; l'association enregistre ce qu'il faut pour assurer la sécurité des uns et des autres et éviter la constitution d'entreprises de transport clandestines. Le terme covoiturage apparaîtra bien plus tard. L'« autostop organisé » se distingue de l'autostop en ce qu'il n'est pas gratuit. Conducteur et passager adhèrent à l'association organisatrice ou payent pour le service de mise en relation ; le passager participe aux frais, sans toutefois que cette participation puisse transformer pour le conducteur la dépense du voyage en bénéfice.
Le covoiturage diffère de l'autostop en ce qu'il met généralement en relation des personnes qui se connaissent sur des trajets similaires. Les entreprises, qui disposent des informations sur le domicile et le lieu de travail de leurs employés, peuvent mettre en relation des personnes pouvant partager leurs véhicules, et sont souvent encouragées à le faire.
Dans les régions du monde où les voitures sont rares, le propriétaire ou conducteur demande la plupart du temps une participation financière au stoppeur pour payer l'essence. Dans ces pratiques informelles, on ne peut établir de limite entre l'autostop, dans lequel en principe le conducteur ne change pas sa destination, qui correspond à ses propres activités, et le taxi clandestin, pour lequel le client la détermine.
L'usage des smartphones et des cartes bancaires transforme un service sans but lucratif en profession organisée, ou organise la pratique du taxi clandestin. Des applications mettent en relation les conducteurs inscrits avec des personnes désirant se déplacer. L'organisation communique un tarif et perçoit le prix, qu'elle reverse partiellement au conducteur, lui permettant un faible profit. Elle impose des types de véhicule, afin de minimiser les surprises pour les clients. Souvent, le conducteur devient un micro-entrepreneur, faisant concurrence aux taxis sous l'étiquette, moins réglementée, de voiture de tourisme avec chauffeur (VTC).
Des collectivités organisent le covoiturage spontané sur de courtes et moyennes distances sous le nom et le logotype de Rezo Pouce créés en 2010.
D'après une étude de 2014 de l'association Autosbus, l'autostop organisé parvient à répondre aux besoins d'un certain nombre d'utilisateurs, qu'il est difficile d'évaluer, les réseaux ne publiant pas leurs statistiques.
Ces évolutions précisent la définition moderne de l'autostop, incluant les conditions de gratuité et de spontanéité, sans organisation,.